# Propheta
Propheta è il terzo EP pubblicato dalla band Death metal milanese Node, pubblicato nel 2018. È la prima pubblicazione ufficiale della band che vede Gary D'Eramo, storico chitarrista della band, nelle veci di nuovo bassista ufficiale.
L'EP è composto dal brano inedito "La tua vita che sfugge", registrato nel corso del 2018 da Andrea Testori e Alex Azzali presso gli Alpha e Omega Studio di Como, che vede la collaborazione dei Node con un'altra storica band italiana, gli In.si.dia. Propheta è inoltre il primo brano dei Node cantato in lingua italiana.
La tracklist include 5 brani registrati dal vivo presso il Centrale Rock Pub di Erba (CO), nel corso del concerto tenutosi durante il Gennaio dello stesso anno. A completare il plot di brani, una ri-edizione del brano “Jerry Mander”, originariamente presente sul secondo album della band (Sweatshops) e ri-registrato durante le sessioni in studio del precedente album (Cowards Empire).

## Tracce
1. La Tua Vita che Sfugge (feat. In.si.dia) – 3:10
2. As God Kills (live) – 4:33
3. Death Redeems (live) – 4:49
4. Watcher Of a Failed Generation (live) – 4:16
5. No Reason (live) – 4:42
6. Lambs (live) – 6:19
7. Jerry Mander (Reissue 2016 Studio Version)

## Formazione

### Node
- CN Sid - voce
- Gary D'Eramo - basso (tracce da 1 a 6), chitarra (traccia da 7)
- Giancarlo Mendo - chitarra (tracce da 1 a 6)
- Gabriele Ghezzi  - chitarra (tracce da 1 a 6)
- Pietro Battanta - batteria

### Ex-Node
- Rudy Gonella Diaza - chitarra (traccia 7)
- Davide (Dero) De Robertis - basso (traccia 7)

### Ospiti
- Fabio Lorini (In.Si.Dia) - voce (traccia 1)